# The Maze Runner (filmserie)
The Maze Runner är en filmserie från 20th Century Fox baserad på bokserien The Maze Runner av James Dashner. Filmerna är producerade av Ellen Goldsmith-Vein och Wes Ball är regissör. Rollerna spelas av Dylan O'Brien, Kaya Scodelario, Thomas Brodie-Sangster, Ki Hong Lee och Patricia Clarkson.
Den första filmen, The Maze Runner, släpptes den 19 september 2014 och fick positiva recensioner samt blev en stor publiksuccé världen över. Den andra filmen, Maze Runner: The Scorch Trials, hade biopremiär den 18 september 2015. Den tredje och sista filmen, Maze Runner: The Death Cure hade premiär den 26 januari 2018.

## Mottagande
| Film                           | Rotten Tomatoes       | Metacritic          |
| ------------------------------ | --------------------- | ------------------- |
| The Maze Runner                | 65% (173 recensioner) | 57 (34 recensioner) |
| Maze Runner: The Scorch Trials | 48% (156 recensioner) | 43 (29 recensioner) |
| Maze Runner: The Death Cure    | 43% (172 recensioner) | 50 (38 recensioner) |

## Karaktärer
| Karaktär       |                        |                                |                             |
| Karaktär       | The Maze Runner        | Maze Runner: The Scorch Trials | Maze Runner: The Death Cure |
| -------------- | ---------------------- | ------------------------------ | --------------------------- |
| Thomas         | Dylan O'Brien          | Dylan O'Brien                  | Dylan O'Brien               |
| Minho          | Ki Hong Lee            | Ki Hong Lee                    | Ki Hong Lee                 |
| Newt           | Thomas Brodie-Sangster | Thomas Brodie-Sangster         | Thomas Brodie-Sangster      |
| Teresa Agnes   | Kaya Scodelario        | Kaya Scodelario                | Kaya Scodelario             |
| Ava Paige      | Patricia Clarkson      | Patricia Clarkson              | Patricia Clarkson           |
| Frypan         | Dexter Darden          | Dexter Darden                  | Dexter Darden               |
| Winston        | Alexander Flores       | Alexander Flores               |                             |
| Alby           | Aml Ameen              |                                |                             |
| Gally          | Will Poulter           |                                | Will Poulter                |
| Chuck          | Blake Cooper           |                                |                             |
| Zart           | Joe Adler              |                                |                             |
| Aris Jones     |                        | Jacob Lofland                  | Jacob Lofland               |
| Janson/Rat-Man |                        | Aidan Gillen                   | Aidan Gillen                |
| Jorge          |                        | Giancarlo Esposito             | Giancarlo Esposito          |
| Brenda         |                        | Rosa Salazar                   | Rosa Salazar                |
| Sonya          |                        | Katherine McNamara             | Katherine McNamara          |
| Harriet        |                        | Nathalie Emmanuel              | Nathalie Emmanuel           |
| Vince          |                        | Barry Pepper                   | Barry Pepper                |